# زرین‌گلوی دم‌سبز
زرین‌گلوی دم‌سبز (نام علمی: Polytmus theresiae) یک گونه مگس‌مرغ در زیرخانواده انبه‌ایان است که در بولیوی، برزیل، کلمبیا، گویان فرانسه، گویان، پرو، سورینام و ونزوئلا و احتمالاً اکوادور یافت می‌شود.
زرین‌گلوی دم‌سبز اساساً بدون جابجایی است. با این حال، برخی جابجایی‌ها در ماه‌های ژانویه و فوریه به جنگل‌های مانگرو ساحلی در سورینام دیده شده‌است.